# آکادمی نیروی دریایی کره
آکادمی نیروی دریایی کره (انگلیسی: Korea Naval Academy) یا آکادمی نیروی دریایی کره جنوبی یک دانشگاه نظامی چهار ساله واقع در جینهه، کره جنوبی است. این آکادمی که در سال ۱۹۴۶ تأسیس شد، قدیمی‌ترین آکادمی از بین ۳ دانشگاه نظامی کره است. آکادمی نیروی دریایی کره، ناوآموزان نیروی دریایی را برای مأموریت در درجه اول در نیروی دریایی جمهوری کره و سپاه تفنگداران دریایی جمهوری کره آموزش می‌دهد و توسط سرپرستی با رتبه دریاسالار (افسر ۳ ستاره) اداره می‌شود.